# Thanh văn thừa

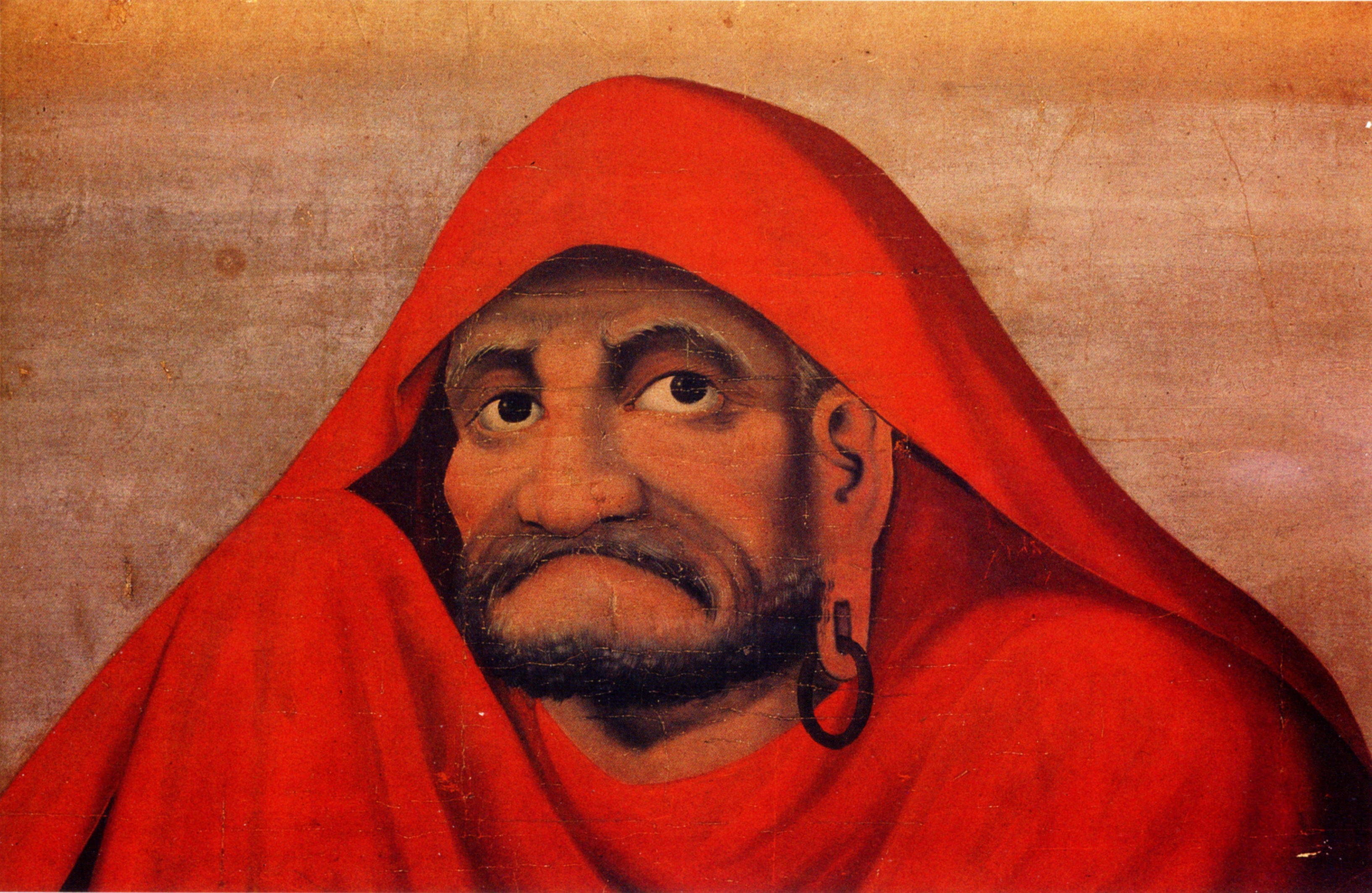
Tranh họa một vị La hán Ấn Độ của họa sĩ Nhật Bản Shiba Kōkan.

Śrāvakayāna (tiếng Phạn: श्रावकयान; tiếng Pali: सावकयान; chữ Hán: 声闻乘, âm Hán Việt: Thanh văn thừa) là một trong ba yānas được biết đến trong Phật giáo Ấn Độ. Nghĩa đen của nó là "Cỗ xe của người nghe [tức là các đệ tử]". Trong lịch sử, đây là thuật ngữ phổ biến nhất được các văn bản Phật giáo Đại thừa sử dụng để mô tả một con đường giả định dẫn đến giác ngộ. Śrāvakayāna là con đường đạt đến mục tiêu của một vị A-la-hán — một cá nhân đạt được giải thoát nhờ lắng nghe lời dạy (hoặc được truyền thừa) của một vị Chánh đẳng giác Phật (Samyaksaṃbuddha). Một vị Phật đạt được giác ngộ thông qua Thanh văn thừa được gọi là Thanh văn Phật, phân biệt với một vị Chánh đẳng giác Phật hoặc Duyên giác Phật (Paccekabuddha).

## Thuật ngữ
Isabelle Onians khẳng định rằng mặc dù "Mahāyāna... rất thỉnh thoảng gọi một cách khinh thường các bộ phái Phật giáo trước đó là Hinayāna hay Tiểu thừa", "sự chiếm ưu thế của cái tên này trong các tài liệu thứ cấp không tương xứng với sự xuất hiện trong các văn bản Ấn Độ". Bà lưu ý rằng thuật ngữ Śrāvakayāna là thuật ngữ "chính xác hơn về mặt chính trị và thông dụng hơn nhiều" được những người theo chủ nghĩa Đại thừa sử dụng.  Tuy nhiên, "Hīnayāna" (Tiểu thừa) được dùng để bao gồm cả Śrāvakayāna và Pratyekabuddhayāna, trái ngược với Mahāyāna.

## Trong các trường phái Phật giáo nguyên thủy
Ít nhất một số bộ phái Phật giáo sơ khai đã sử dụng khái niệm ba thừa bao gồm cả Thanh văn thừa. Ví dụ, Tì-bà-sa bộ (Vaibhāṣika), một nhánh của Nhất thiết hữu bộ (Sarvāstivādin), được biết đến là đã sử dụng quan điểm thực hành Phật giáo bao gồm cả Tam thừa:
1. Thanh văn thừa
2. Duyên giác thừa
3. Bồ tát thừa

Phái Pháp Tạng bộ (Dharmaguptakas) coi con đường của một vị Thanh văn (śrāvakayāna) và con đường của một vị Bồ tát (bodhisattvayāna) là riêng biệt. Một trong những giáo lý của họ có đoạn: "Đức Phật và những vị thuộc Nhị thừa, mặc dù có cùng một sự giải thoát, nhưng đã đi theo những con đường cao quý khác nhau." 

## Trong truyền thống Mahāyāna
Trong một tác phẩm Abhidharma Đại thừa thế kỷ thứ 4 có tên là Abhidharmasamuccaya (A-tì-đạt-ma tập luận), Asaṅga có mô tả những người theo Thanh văn thừa (Skt. śrāvakayanika). Những người này được mô tả là có năng lực yếu kém, theo Thanh văn Pháp (Śrāvaka Dharma), sử dụng Thanh văn Tạng (Śrāvaka Piṭaka), quyết tâm giải thoát bản thân và tu tập sự buông bỏ để đạt được giải thoát. Trong khi những người trong Duyên giác thừa (Skt. pratyekabuddhayānika) được miêu tả là cũng sử dụng Śrāvaka Piṭaka, họ được cho là có năng lực trung bình, tuân theo Duyên giác Pháp (Pratyekabuddha Dharma) và đặt mục tiêu giác ngộ cá nhân của riêng họ. Cuối cùng, những người theo Mahāyāna (Skt. mahāyānika) được miêu tả là sử dụng Bồ tát Tạng (Bodhisattva Piṭaka), có năng lực sắc bén, tuân theo Bồ tát Pháp, và đặt mục tiêu hoàn thiện và giải thoát cho tất cả chúng sinh, và đạt được giác ngộ hoàn toàn.

### Trong Phật giáo Tây Tạng
Trong tác phẩm Chính pháp như ý bảo, Giải thoát trang nghiêm bảo Đại thừa Bồ đề đạo thứ đệ giải thuyết (chữ Tạng: དམ་ཆོས་ཡིད་བཞིན་གྱི་ནོར་བུ་ཐར་པ་རིན་པོ་ཆེའི་རྒྱན; Wylie: dam chos yid bzhin nor bu thar pa rin po che'i rgyan; còn được gọi tắt là "Giải thoát đạo Trang nghiêm luận") do Gampopa biên soạn, 'gia đình Duyên giác' được mô tả là những người sợ luân hồi và khao khát đạt đến niết bàn, nhưng ít có hoạt động từ bi, mang lại lợi ích cho chúng sinh khác. Họ bám víu vào ý tưởng rằng trạng thái thiền định trong sáng mà họ trải nghiệm chính là Niết bàn, trong khi thực ra nó chỉ như một ốc đảo dừng chân nghỉ ngơi trên con đường đi đến mục tiêu thực sự. Thay vì cảm giác chán nản, Đức Phật đã dạy cho hàng Thanh văn Phật và Duyên giác Phật (Nhị thừa) cách thức để nghỉ ngơi và phục hồi. Sau khi nghỉ ngơi, họ được khích lệ và đánh thức bởi thân, khẩu và ý của Đức Phật để đạt đến Niết bàn cuối cùng. Được Đức Phật truyền cảm hứng, họ tu tập Bồ-đề tâm và thực hành con đường Bồ tát.

## Trong truyền thống Theravāda

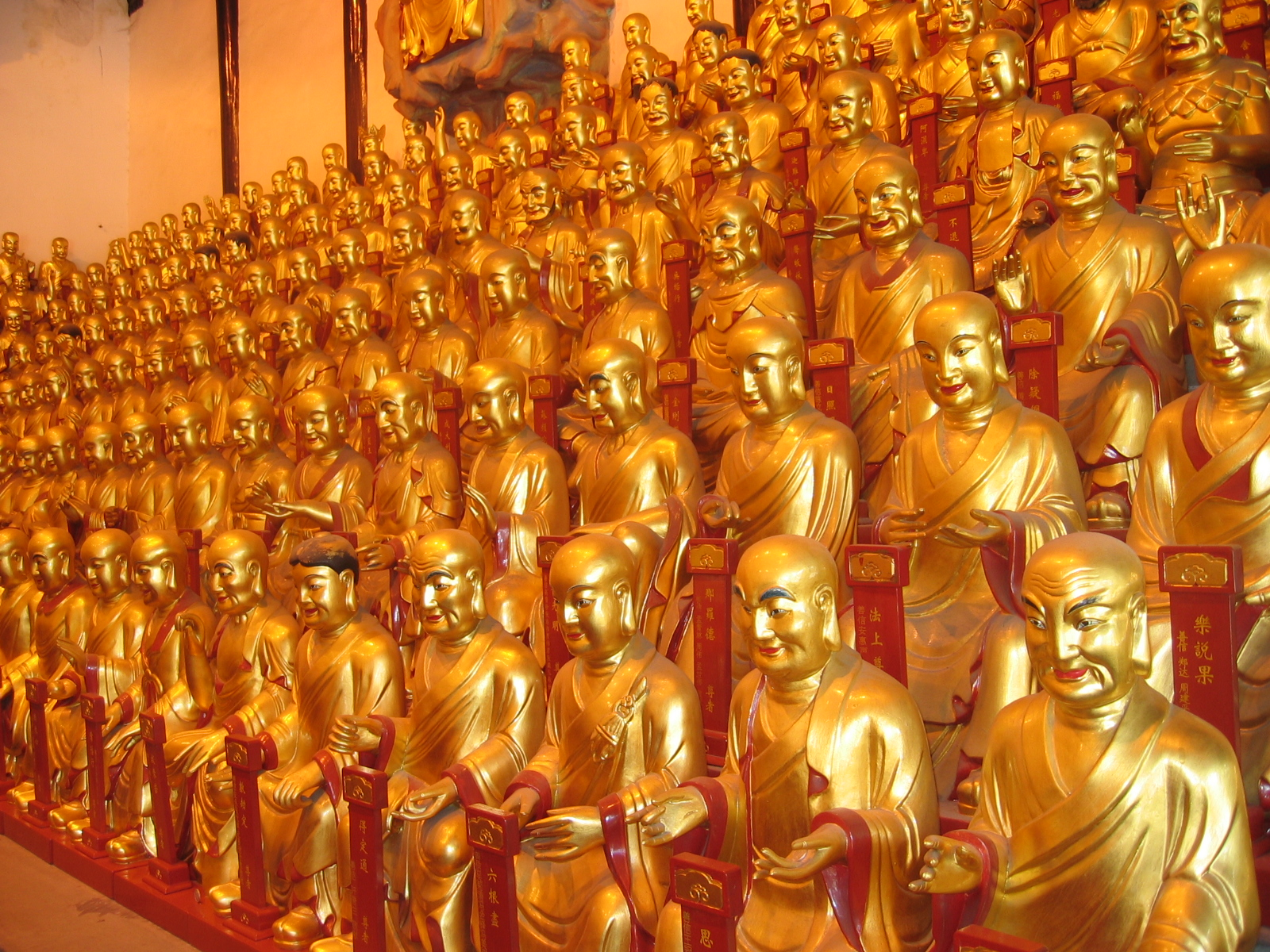
Tượng 500 vị La Hán tại chùa Long Hoa ở Thượng Hải, Trung Quốc.

### Thanh văn Phật
Sāvakabuddha là một thuật ngữ Pali (tương đương với tiếng Phạn: Śrāvakabuddha), ít khi được sử dụng trong truyền thống Thượng tọa bộ, để chỉ đệ tử giác ngộ của Đức Phật. Sāvaka có nghĩa là "người nghe"; một người đi theo con đường giác ngộ bằng cách lắng nghe lời chỉ dẫn của người khác. Những người tại gia, những người phát nguyện đặc biệt, được gọi là sāvaka. Những đệ tử giác ngộ như vậy đã đạt được nibbāṇa bằng cách lắng nghe giáo pháp ban đầu được một vị Sammasambuddha giảng thuyết. Một vị Sāvakabuddha được phân biệt với một vị Sammasambuddha và một vị Paccekabuddha. Danh hiệu chuẩn mực cho một người như vậy là "A-la-hán".
Đức Phật được cho là đạt được nibbāṇa bằng chính nỗ lực và hiểu biết của mình. Một vị Sāvakabuddha cũng có thể dẫn dắt người khác đến sự giác ngộ, nhưng không thể giảng dạy giáo pháp trong một thời đại hay thế giới mà giáo pháp đã bị lãng quên, bởi vì họ phụ thuộc vào một truyền thống có từ thời một vị Sammasambuddha.
Thuật ngữ Sāvakabuddha được sử dụng trong các chú giải của Theravadin nhưng không xuất hiện trong các kinh điển của Kinh điển Pali.